# Zieleniec (Duszniki-Zdrój)
Zieleniec (česky Želeňec,[zdroj⁠?!] německy Grunwald) je část města Duszniki-Zdrój v jihozápadním Polsku, v Dolnoslezském vojvodství, v kladském okrese.

## Historie
Vesnice byla založena roku 1719. V roce 1762 byl postaven první dřevěný kostel, v roce 1840 ve vsi byla škola, mlýn a kamenolom. Od 19. století je toto místo významným turistickým střediskem.
Dříve byl Zieleniec samostatnou obcí, nejvýše položenou v Sudetech.

## Fotogalerie

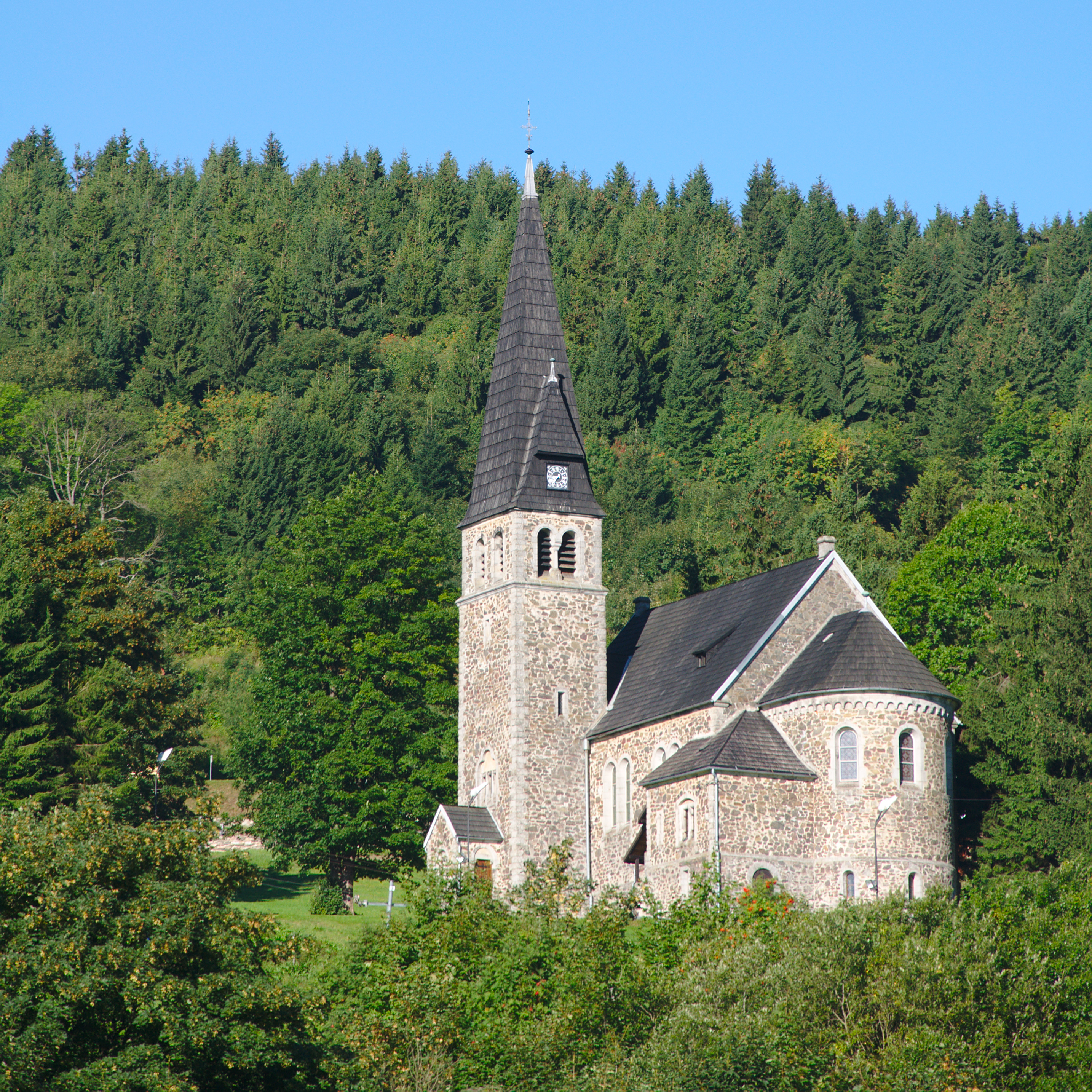
Kostel sv. Anny
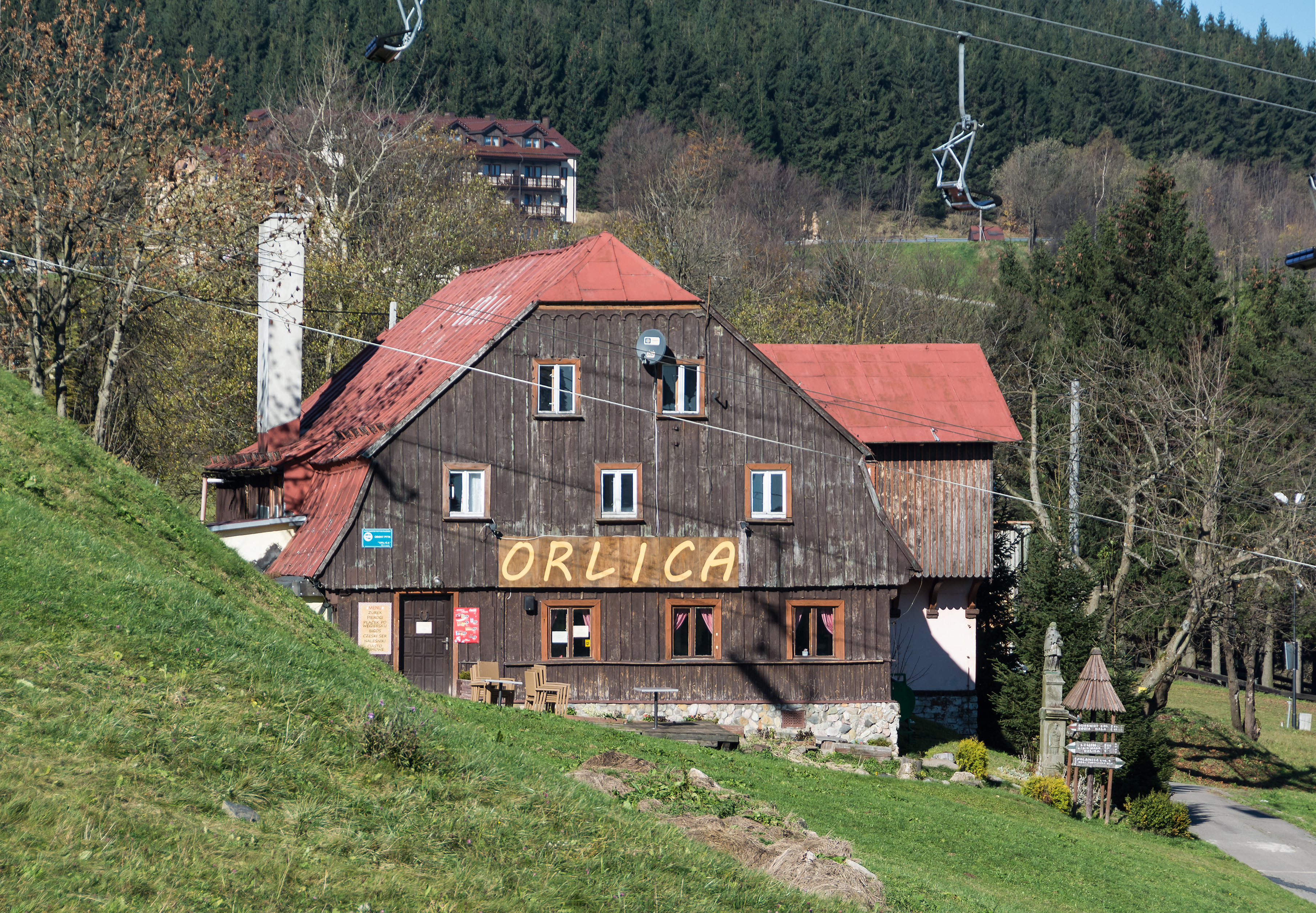
Chata PTTK „Orlica”
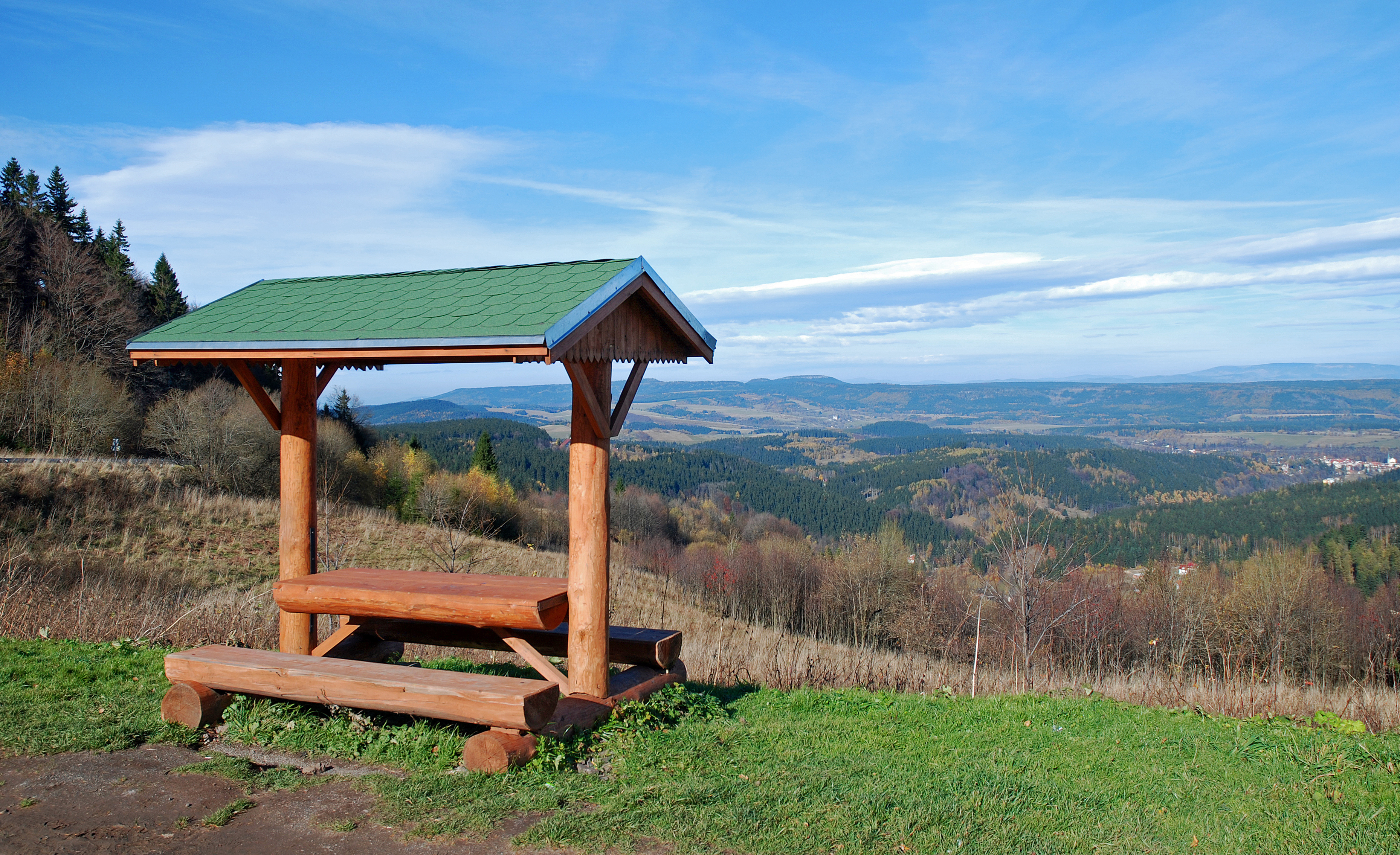
Turistické odpočívadlo
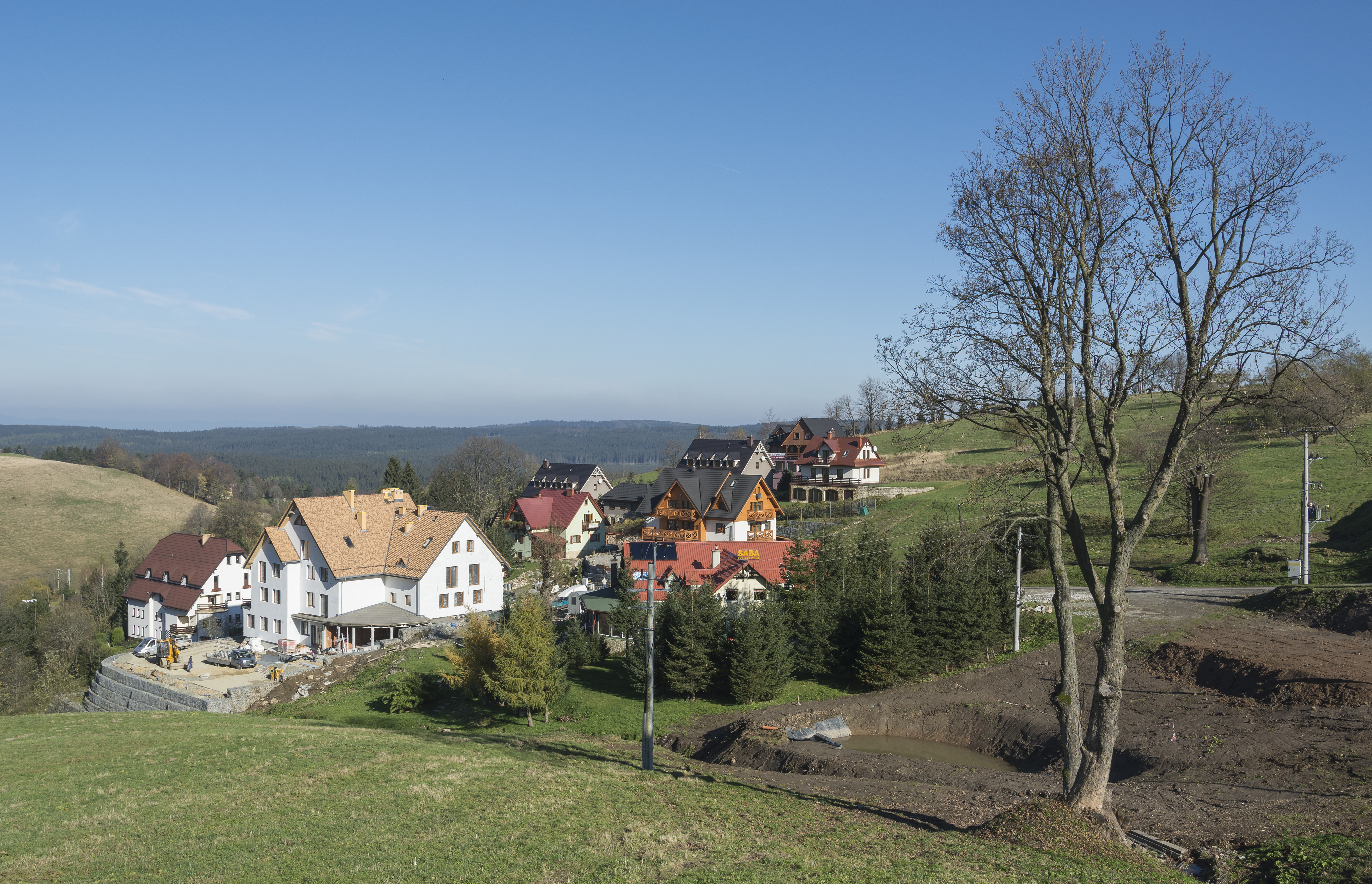
Domy v Želeňci
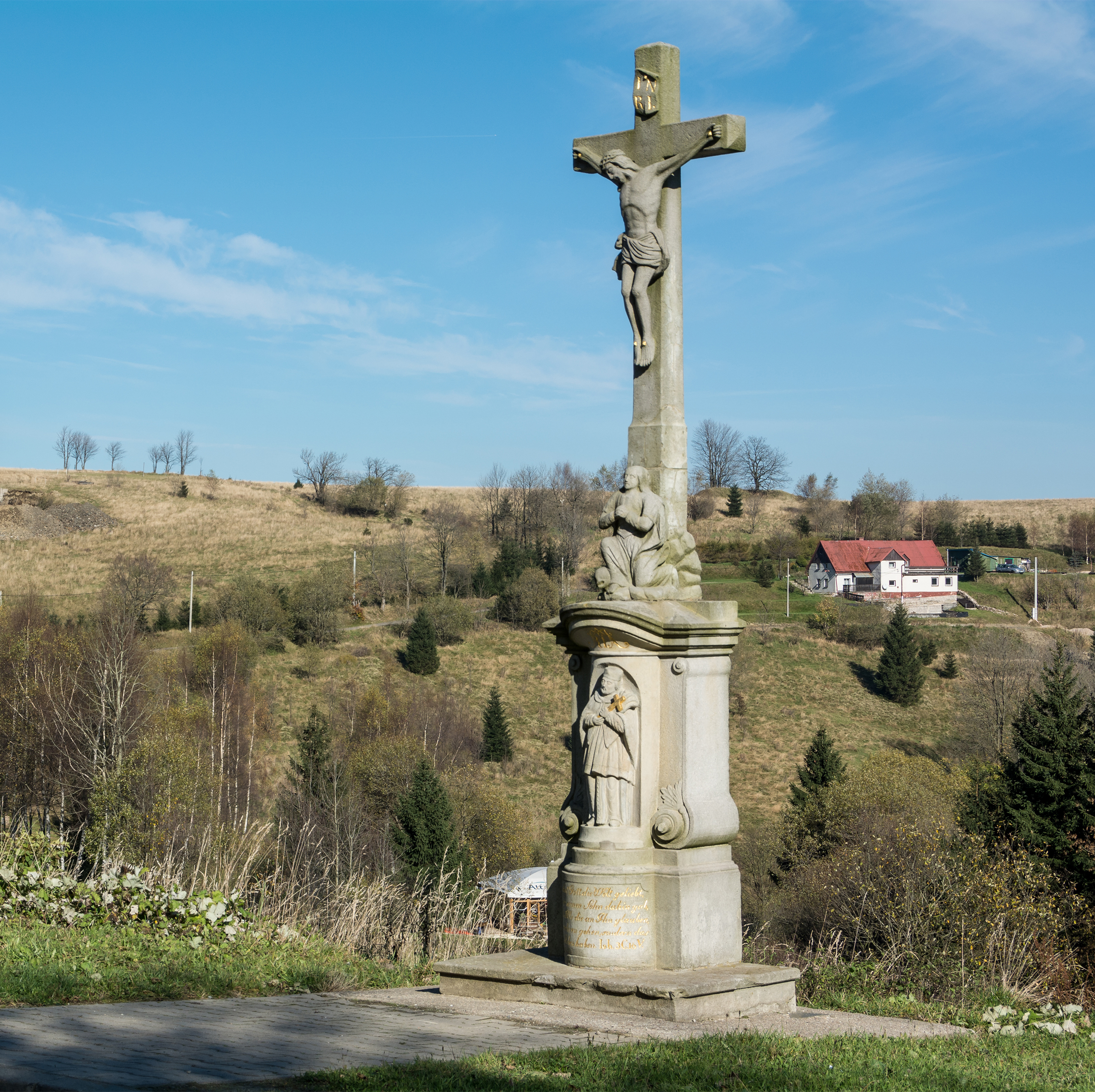
Kříž u cesty
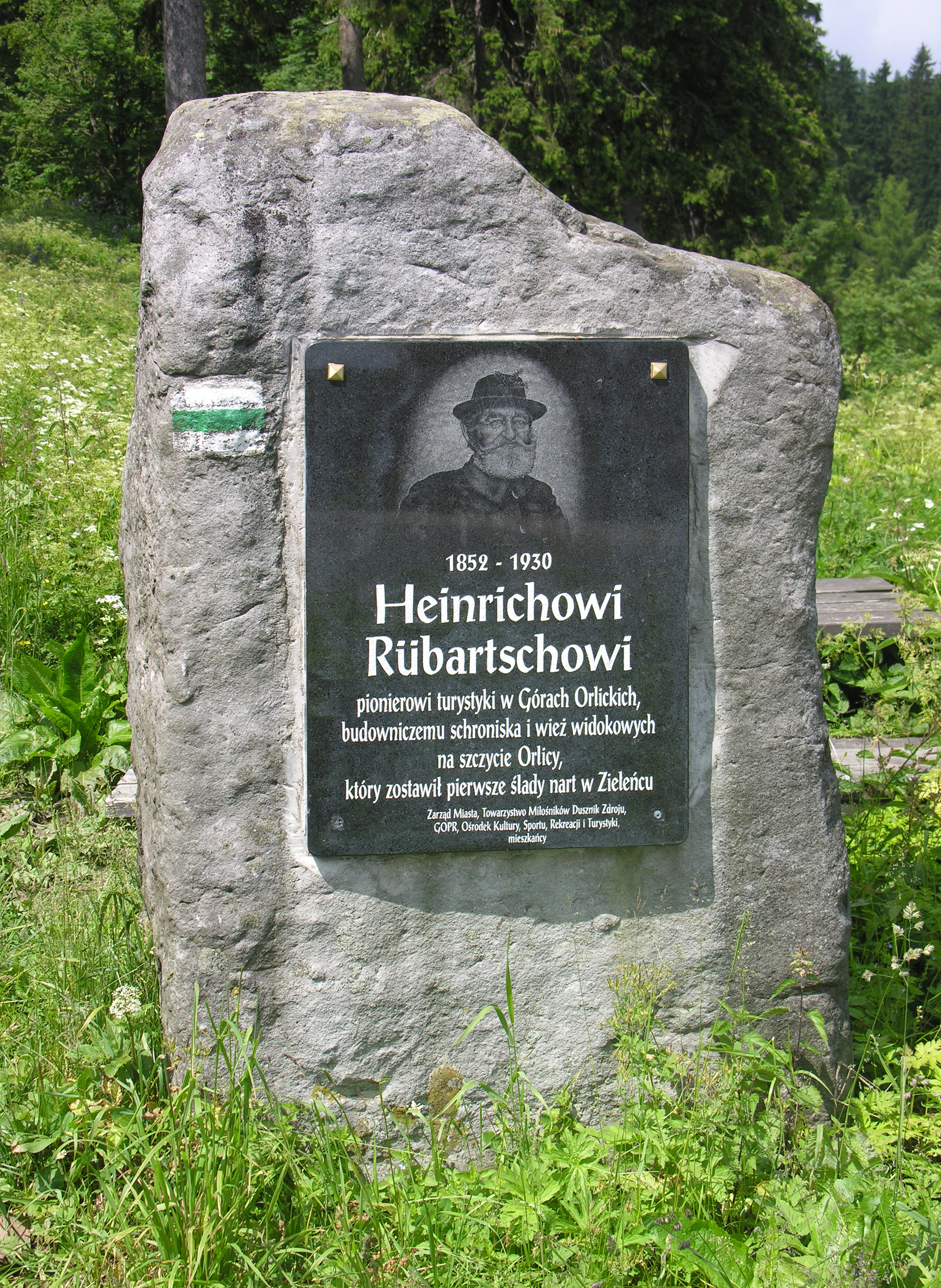
Pamětní deska průkopníka turistiky Heinricha Rübartsche
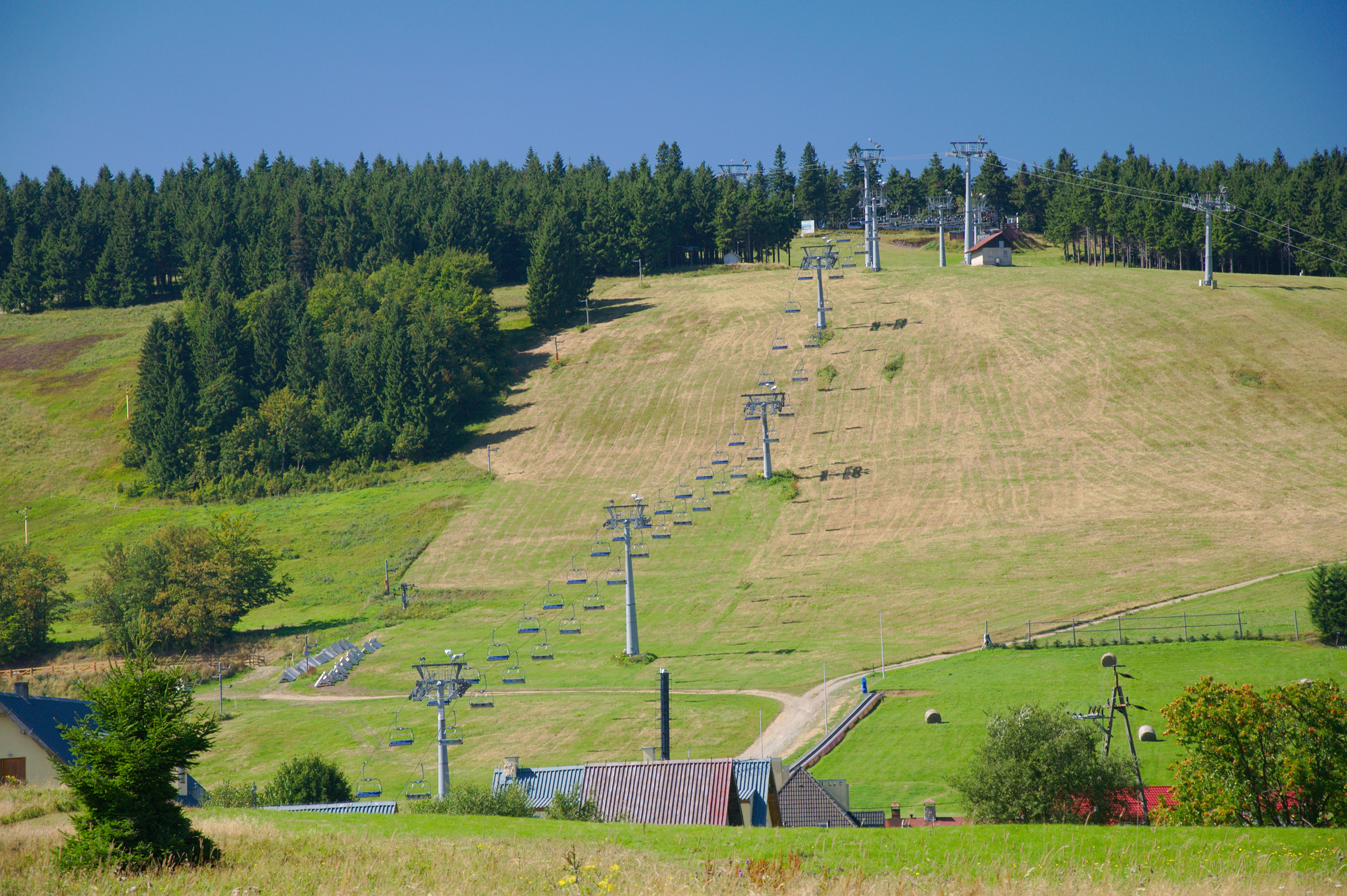
Lyžařské vleky